# Årjep Soulojaure
Årjep Soulojaure är en sjö i Jokkmokks kommun i Lappland och ingår i Piteälvens huvudavrinningsområde. Sjön har en area på 0,633 kvadratkilometer och ligger 562,9 meter över havet. Årjep Soulojaure ligger i Udtja Natura 2000-område.

## Delavrinningsområde
Årjep Soulojaure ingår i det delavrinningsområde (735600-164393) som SMHI kallar för Utloppet av Årjep Soulojaure. Medelhöjden är 568 meter över havet och ytan är 2,43 kvadratkilometer. Det finns inga avrinningsområden uppströms utan avrinningsområdet är högsta punkten. Vattendraget som avvattnar avrinningsområdet har biflödesordning 4, vilket innebär att vattnet flödar genom totalt 4 vattendrag innan det når havet efter 225 kilometer. Avrinningsområdet består mestadels av skog (37 procent) och sankmarker (37 procent). Avrinningsområdet har 0,64 kvadratkilometer vattenytor vilket ger det en sjöprocent på 26,2 procent.